# Beli breg
Beli breg je pritok potoka Stržen, ki teče po Cerkniškem polju in polni Cerkniško jezero.